# Лугау
Лугау (нім. Lugau) — місто в Німеччині, розташоване в землі Саксонія. Входить до складу району Рудні Гори. Центр об'єднання громад Лугау.
Площа — 22,2 км2. Населення становить 7907 ос. (станом на 31 грудня 2020).